# Atletismo nos Jogos Pan-Americanos de 2003 - 800 m masculino
A final dos dos 400 m rasos masculino nos Jogos Pan-Americanos de 2003 foi realizada em 6 de agosto de 2003, com as eliminatórias realizadas no dia anterior. O canadense nascido no Marrocos Achraf Tadili teve um final de prova muito rápido para vencer com o recorde de 1:45.05, mais rápido do que o recorde pan-americano anterior (1:45.38) estabelecido pelo americano Johnny Gray quatro anos antes em Winnipeg. O brasileiro Osmar dos Santos (1:45.64) não conseguiu reagir e terminou em segundo, à frente do compatriota Fabiano Peçanha (1:46.39).

## Calendário
| Data        | Fase          |
| ----------- | ------------- |
| 5 de agosto | Eliminatórias |
| 6 de agosto | Final         |

## Medalhistas
| Ouro   | CAN Achraf Tadili    |
| Prata  | BRA Osmar dos Santos |
| Bronze | BRA Fabiano Peçanha  |

## Recordes
Recordes mundial e pan-americano antes da disputa dos Jogos Pan-Americanos de 2003.
| Tipo                             | Atleta          | Tempo   | Local    | Data                 |
| -------------------------------- | --------------- | ------- | -------- | -------------------- |
|                                  | Wilson Kipketer | 1:41.11 | Colônia  | 24 de agosto de 1997 |
| Recorde dos Jogos Pan-Americanos | Johnny Gray     | 1:45.38 | Winnipeg | 25 de julho de 1999  |

## Resultados
| Posição | Atleta                | Eliminatórias | Eliminatórias | Final   |
| Posição | Atleta                | Tempo         | Posição       | Tempo   |
| ------- | --------------------- | ------------- | ------------- | ------- |
| 1       | CAN Achraf Tadili     | 1:49.70       | 6             | 1:45.05 |
| 2       | BRA Osmar dos Santos  | 1:49.63       | 5             | 1:45.64 |
| 3       | BRA Fabiano Peçanha   | 1:49.34       | 3             | 1:46.39 |
| 4       | USA Jess Strutzel     | 1:49.58       | 4             | 1:46.45 |
| 5       | TRI Sherridan Kirk    | 1:49.78       | 7             | 1:47.50 |
| 6       | PUR Ricardo Etheridge | 1:48.90       | 2             | 1:48.53 |
| 7       | JAM Marvin Watts      | 1:50.18       | 8             | 1:48.98 |
| 8       | USA Floyd Thompson    | 1:48.86       | 1             | 1:50.04 |
|         |                       |               |               |         |
| 9       | JAM Jermaine Myers    | 1:50.57       | 9             |         |
| 10      | ECU Cristian Matute   | 1:50.88       | 10            |         |
| 11      | HAI Jean Destine      | 1:51.20       | 11            |         |